# U-212
U-212 — средняя немецкая подводная лодка типа VIIC времён Второй мировой войны.

## История
Заказ на постройку субмарины был отдан 16 октября 1939 года. Лодка была заложена 17 мая 1941 года на верфи «Германиаверфт» в Киле под строительным номером 641, спущена на воду 11 марта 1942 года. Лодка вошла в строй 25 апреля 1942 года под командованием оберлейтенанта Гельмута Воглера.

### Флотилии
- 25 апреля — 30 сентября 1942 года — 8-я флотилия (учебная)
- 1 октября 1942 года — 31 мая 1943 года — 11-я флотилия
- 1 июня — 31 октября 1943 года — 13-я флотилия
- 1 ноября 1943 года — 21 июля 1944 года — 3-я флотилия

### История службы
Лодка совершила 15 боевых походов. Потопила одно судно водоизмещением 80 брт — советскую моторную лодку «Маяковский», которая 5 августа 1943 года подорвалась на мине, установленной U-212.
Потоплена 21 июля 1944 года в Ла-Манше в районе с координатами 50°27′ с. ш. 00°13′ з. д. глубинными бомбами с британских фрегатов HMS Curzon и HMS Ekins. 49 погибших (весь экипаж).
Эта лодка была оснащена шноркелем.

### Атаки на лодку, 1944 год
- 14 января в Бискайском заливе выходящая с базы лодка была атакована артиллерийским огнём и четырьмя бомбами с неизвестного самолёта, оборудованного лучами Лея. Далеко упавшие бомбы не повредили лодку, однако 37-миллиметровое зенитное орудие заклинило после первого же выстрела, а в результате артогня самолёта взорвался кранец с 20-миллиметровыми снарядами.
- 25 февраля лодка встретилась с U-549 (Кранкенхаген) к северу от Азорских островов для передачи ей радарных детекторов Naxos и Borkum. Во время встречи лодки были атакованы неизвестным самолётом типа «Каталина». U-549 сразу погрузилась, U-212 ещё некоторое время отбивала атаки самолёта. Повреждений не было, передача приборов успешно состоялась через некоторое время.
- 8 марта возвращающаяся на базу лодка была проштурмована и атакована тремя глубинными бомбами с самолёта типа «Либерейтор» неизвестной принадлежности. U-212 ответила зенитным огнём и экстренным погружением. Повреждений не было.
- 7 июня во время выхода в море с целью атаки флота, высаживающего десант союзников U-212 была атакована двумя самолётами типа «Москито», обстрелявшими лодку из своих орудий «Цеце» калибра 57 мм. Для устранения полученных повреждений лодка была вынуждена вернуться на базу.